# Kórjóslat
A kórjóslat, görög eredetű szóval prognózis (prognosis) egy adott betegség várható végső kimenetele. Ez lehet teljes gyógyulás (restitutio ad integrum) (mint pl. a csonttörések jelentős részében), maradandó, de funkcionálisan nem jelentős elváltozások (pl. súlyosabb bőrsérülések) után, lényegében az életet (vagy életkilátásokat) veszélyeztető maradandó károsodások (a fontos belső szervek, pl. máj, vese stb. sérülései, illetve súlyos betegség vagy mérgezés utáni károsodásai), valamint az azonnali életveszélyt jelentő állapotok, mint az akut szívinfarktus, agyi érkatasztrófák, súlyos baleseti sérülések, különösen az agy részeinek súlyos baleseti sérülései, a keringési rendszer összeomlása (shock), pl. nagy mennyiségű vér elvesztése után.